# Liste der Kulturdenkmale in Büllingen
In der Liste der Kulturdenkmale in Büllingen sind alle geschützten Objekte der belgischen Gemeinde Büllingen aufgelistet.

## Liste
| Bild           | Bezeichnung                                         | Lage                      | Datierung       | Beschreibung | ID    |
| -------------- | --------------------------------------------------- | ------------------------- | --------------- | ------------ | ----- |
| Weitere Bilder | Kirche St. Eligius                                  | (Karte)                   | 16. Jahrhundert |              | 31010 |
| Weitere Bilder | Kapelle St. Kornelius                               | Holzheim (Karte)          | vor 1665        |              | 31011 |
| Weitere Bilder | Römerwall                                           | Honsfeld/Holzheim (Karte) |                 |              | 31012 |
| Weitere Bilder | Kapelle St. Eligius                                 | Krewinkel (Karte)         | 16. Jahrhundert |              | 30999 |
| Weitere Bilder | Kirche St. Lambertus                                | Manderfeld (Karte)        | 16. Jahrhundert |              | 31000 |
| Weitere Bilder | 14 Kreuzwegstationen und dem Siebenschläferhäuschen | Manderfeld (Karte)        | 1765            |              | 31013 |
| Weitere Bilder | Wegekreuz „Kreuz auf der Flins“                     | Medendorf (Karte)         | 1637            |              | 31014 |
| Weitere Bilder | Kapelle St. Brictius                                | Merlscheid (Karte)        | 1737            |              | 31015 |
|                | Grenzsteine Jülich-Luxemburg                        | (Karte)                   | 1791            |              | 31031 |
| Weitere Bilder | Kirche St. Anna                                     | Wirtzfeld (Karte)         | 16. Jahrhundert |              | 31029 |
| Weitere Bilder | Sieben Fußfälle nach Büllingen                      | Wirtzfeld (Karte)         | 18. Jahrhundert |              | 31028 |